# Kurt Gidley
Pour les articles homonymes, voir Gidley.

a Compétitions nationales et continentales officielles uniquement.

b Matchs officiels uniquement.
Kurt Gidley, né le 7 juin 1982 à Newcastle, est un joueur de rugby à XIII australien évoluant au poste d'arrière, demi d'ouverture ou de demi de mêlée dans les années 2000. Il a effectué toute sa carrière professionnelle aux Newcastle Knights depuis 2001. Titulaire dans ce club, il a pris part au City vs Country Origin du côté de Country ainsi qu'au State of Origin avec les New South Wales Blues. Enfin, il est sélectionné en équipe d'Australie pour la coupe du monde 2008 où la sélection termine finaliste et lors du Tournoi des Quatre Nations 2009 en Angleterre et en France